# Diogo de Matos da Silveira
Diogo de Matos da Silveira (Vila do Topo, ilha de São Jorge, Açores 1580 – ilha de São Jorge, Açores 6 de Janeiro de 1667) foi um padre português que exerceu a sua actividade sacerdotal na ilha de São Jorge, no antigo concelho do Topo nas décadas 40 e 60 de 1600.
Foi beneficiado da Igreja Matriz de Nossa Senhora do Rosário. Em 1661 fundou o Convento de São Diogo, que foi pertença da Ordem dos Frades Franciscanos.
Foi neste convento de São Diogo que D. Manuel Bernardo de Sousa Enes, que veio a ser Bispo de Macau, de Bragança e de Portalegre, iniciou os seus estudos eclesiásticos.
A Fajã de São João, a maior fajã do concelho da Calheta e da costa Sul da ilha de São Jorge teve a sua ermida construída por volta de 1618, em cumprimento de um voto incluído no testamento do padre Diogo Matos da Silveira.
Foi filho de João de Matos da Silveira e de Luzia Dias.